# Tarek Salem
Tarek Salem, né le 6 février 1976, est un footballeur tunisien jouant au poste de milieu de terrain.

## Clubs
- avant 2003 : Club sportif sfaxien
- 2003-2004 : Club africain
- 2004-2005 : El Gawafel sportives de Gafsa
- 2005-2008 : Union sportive monastirienne
- 2008 : El Gawafel sportives de Gafsa
- 2008-2009 : Union sportive monastirienne

## Palmarès
- Coupe des clubs champions arabes : 2000
- Coupe de la Ligue tunisienne de football : 2003